# Kuwae
Kuwae is een caldera van 10 bij 5 km van een vulkaan, die voornamelijk onder zeeniveau ligt. Volgens geologisch onderzoek is de vulkaan betrekkelijk jong en dateert van omstreeks 1500 v Chr. De krater ligt tussen de eilanden Epi, Laika en Tongoa in de provincie Shefa (Shepherd-eilanden) van Vanuatu.
Uit zowel geologisch als etnologisch onderzoek blijkt dat de vulkaan tussen 1430 en 1980 18 keer is uitgebarsten. De laatste acht uitbarstingen waren tussen 1970 en 1980, maar hiervan zijn er maar twee goed gedocumenteerd. 